# Richard Klebs
Richard Klebs (ur. 30 marca 1850 koło Ełku, zm. 20 czerwca 1911 w Królewcu) – niemiecki geolog, paleontolog, badacz bursztynu i farmaceuta.

## Życiorys
Klebs pracował jako doradca ds. geologii firmy Stantien i Becker.
Klebs znalazł w latach 70. XIX w. i opisał w 1910 r. jaszczurkę w bursztynie bałtyckim. Nazwiskiem Klebsa nazwano też gatunek eoceńskiej pchły Palaeopsylla klebsiana Dampf, 1910 znaleziony w bursztynie bałtyckim.